# Tokár Tamás
Tokár Tamás, magyar műsorvezető, riporter, kreatív tartalomgyártó, producer.

## Élete és pályafutása
Tiszavasváriban nőtt fel és ott is érettségizett magyar-német szakos gimnáziumban. Ezt követően a Nyíregyházi Főiskolán tanult kommunikáció-művelődésszervező szakon, újságírás és film-videó-kultúra szakirányon. Gyermekkorában néptáncolt, furulyázott, majd versenyszerűen görkorcsályozott és kosárlabdázott. 
Karrierje 2008-ban kezdődött a VIVA TV-ben, amikor a Poparazzi hírműsor riportere lett, majd a Randikommandó műsor szerkesztő-vágója.
2010-ben az Index.hu natív tartalmi csapatának tagja lett, ahol 2017-ig az Index és az Indamedia csoport natív videónak felelőse volt.
Ezzel párhuzamosan modellkedett, Kajdi Csaba Visage Management ügynökségénél. Tévéreklámokban, magazinokban és divatbemutatókon szerepelt.
Első műsorvezetői munkáját a Viasat, Kincsvadászok című műsorában kapta, Magyarósi Csaba társaként. Ezt követően a TV2 Otthontérkép című ingatlanos műsorát vezette több évadon keresztül, majd szintén egy ingatlanos műsorban, először tűnt fel az RTL-en.
Kreatív tartalomgyártóként saját YouTube csatornát indított, lifestyle-humoros videókat készített, amiért 2018-ban megkapta az Év Felfedezettje díjat a Videós Gálán.
2018 tavaszán ő lett az RTL Fókusz és Fókusz Plusz magazinműsorainak új műsorvezetője. Ebben az évben szerepeltek párjával a Nyerő Páros című reality-ben, amiben harmadik helyezést értek el. Az RTL-en több showműsorban is szerepelt, mint például az Álarcos Énekes (vendégnyomozó) a Konyhafőnök VIP és a Gyertek át játékosaként. Ő az első magyar influenszer, akit vezető kereskedelmi tévécsatorna műsorvezetőként alkalmazott. 2018-ban ő volt a második legnézettebb televíziós személyiség.
A Fókuszban és az Isten Veled Magyarország című műsorban riportjai is készültek, több alkalommal forgatott Amerikában és Mexikóban is. Hozzá köthető az első karantén műsorvezetés, amikor a Covid világjárvány miatt, saját otthonából vezette a Fókuszt.
2023-ban felmondott a Fókuszban, előtérbe helyezve az online tartalomgyártást és egyéb produceri feladatait.
2024-ben az ATV Start reggeli, élő, beszélgetős műsorának műsorvezetője lett, Krug Emilia társaként.
Produceri munkái közül kiemelkedő a Junior Príma-díjazottak (film- és táncművészet kategória) kisfilmjeinek elkészítése 2012-től, valamint 2024-től a Prima Primissima-díjazottak bemutatkozó filmjei. Kreatív tartalomgyártóként számos hazai és világmárkával dolgozott, rendszeresen vezet műsorokat rendezvényeken és szerepel kreatív kampányokban.
Közösségi média oldalain, összesen több, mint 200 ezren követik.

## Magánélete
Kovács Dorottyával 2016-ban ismerkedtek meg, 2019-ben házasodtak össze, közös gyermekük 2020-ban született. 
Interjúiból és saját tartalmaiból kiderül, hogy gyermekkora óta szenvedélyes LEGO rajongó. Sokat utazik, sportol, érdekli a történelem, a régészet és a családfakutatás. Gyakran kiemeli kamera mögötti pályájának fontosságát, hiszen rendezőként, operatőrként és vágóként is számos projektben dolgozott, ami a műsorvezetői szerepeiben is előnyt jelent számára.

## Műsorai
| Műsor címe         | Tévécsatorna | Szerepkör   |
| ------------------ | ------------ | ----------- |
| Poparazzi          | VIVA TV      | riporter    |
| Randikommandó      | VIVA TV      | szerkesztő  |
| Kincsvadászok      | Viasat 3     | műsorvezető |
| Otthontérkép       | TV2          | műsorvezető |
| Lakásleckék        | RTL          | műsorvezető |
| Fókusz             | RTL          | műsorvezető |
| Fókusz Plusz       | RTL          | műsorvezető |
| Nyerő Páros        | RTL          | játékos     |
| Álarcos Énekes     | RTL          | nyomozó     |
| Konyhafőnök VIP    | RTL          | játékos     |
| Gyertek Át         | RTL          | játékos     |
| Észbontók          | Viasat 3     | celebcsapat |
| Édes Négyes        | YouTube      | műsorvezető |
| Start, Start Plusz | ATV          | műsorvezető |